# 香港專上學院

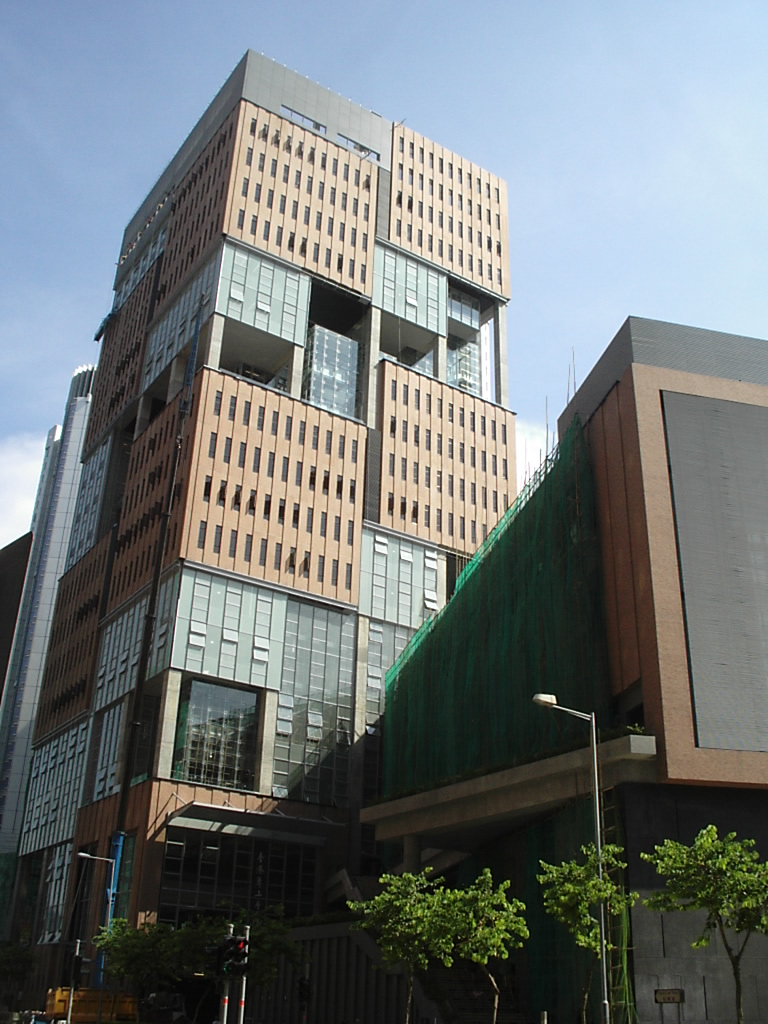
香港理工大學紅磡灣校園

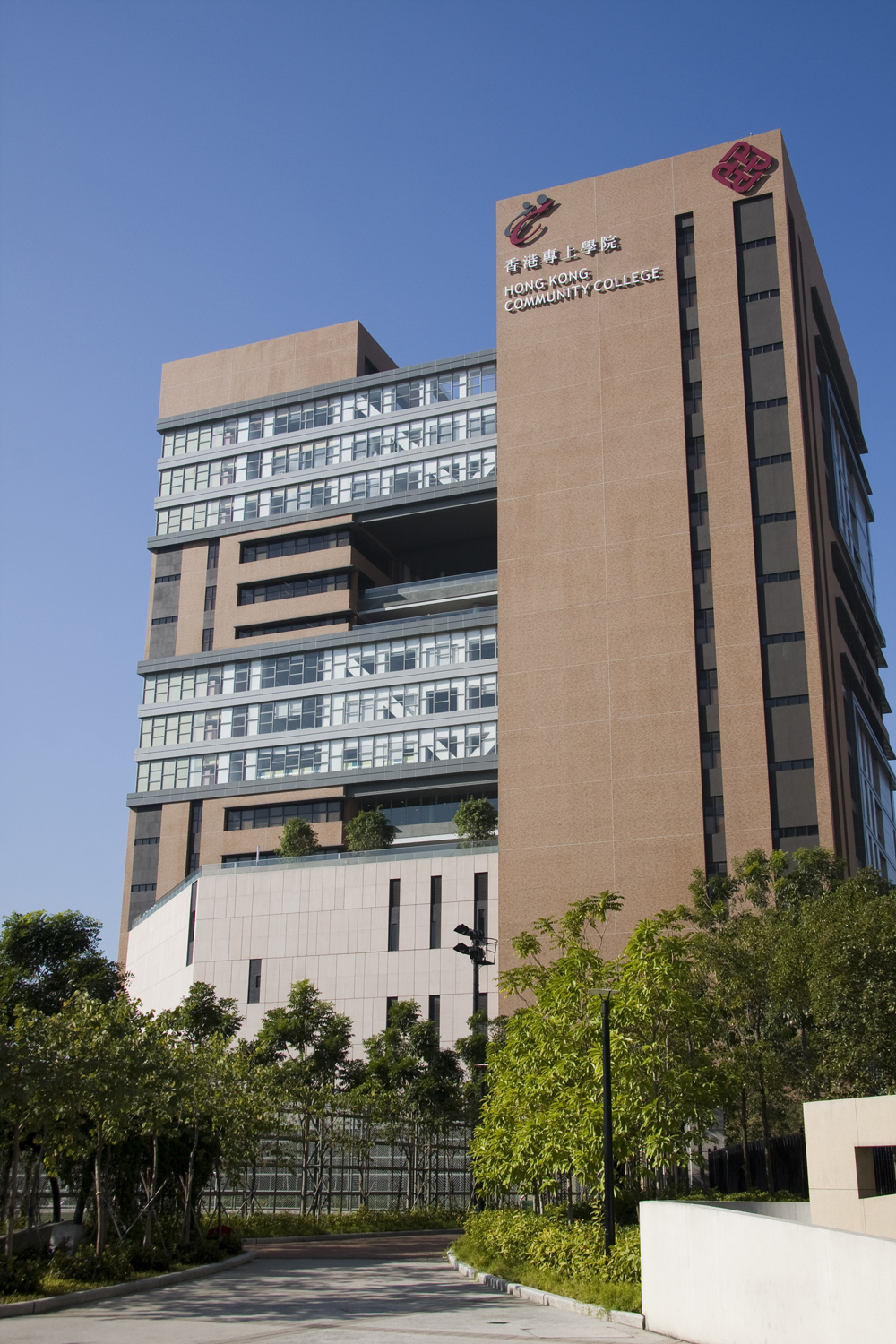
香港理工大學西九龍校園

香港專上學院（英語：Hong Kong Community College）於2001年成立，是香港理工大學轄下自資學院，與專業進修學院（SPEED）同為專業及持續教育學院（CPCE）轄下的教學單位，是香港第五家開辦副學位課程的專上院校。

## 簡介
香港工商大學負責開辦30多項自資副學士及高級文憑課程，涵蓋文、理、社、商範疇，也有設計及健康學專科。學院所有課程均經過理大教務委員會審核及認可，確保課程的教學質素完全符合理大的嚴格規定。自成立以來，香港專上學院已幫助逾36,600名學院畢業生實現夢想，升讀學士學位課程，二十年平均升學率達83.9%。
學院所有課堂主要在理大西九龍校園進行，部分課堂會在本部校園及紅磡灣校園進行（紅磡灣校園已被收回），兩所校園合共提供102個課室及17個演講廳以及其他教學設施和活動及休憩設施，兩所校園總面積超過57,000平方米。

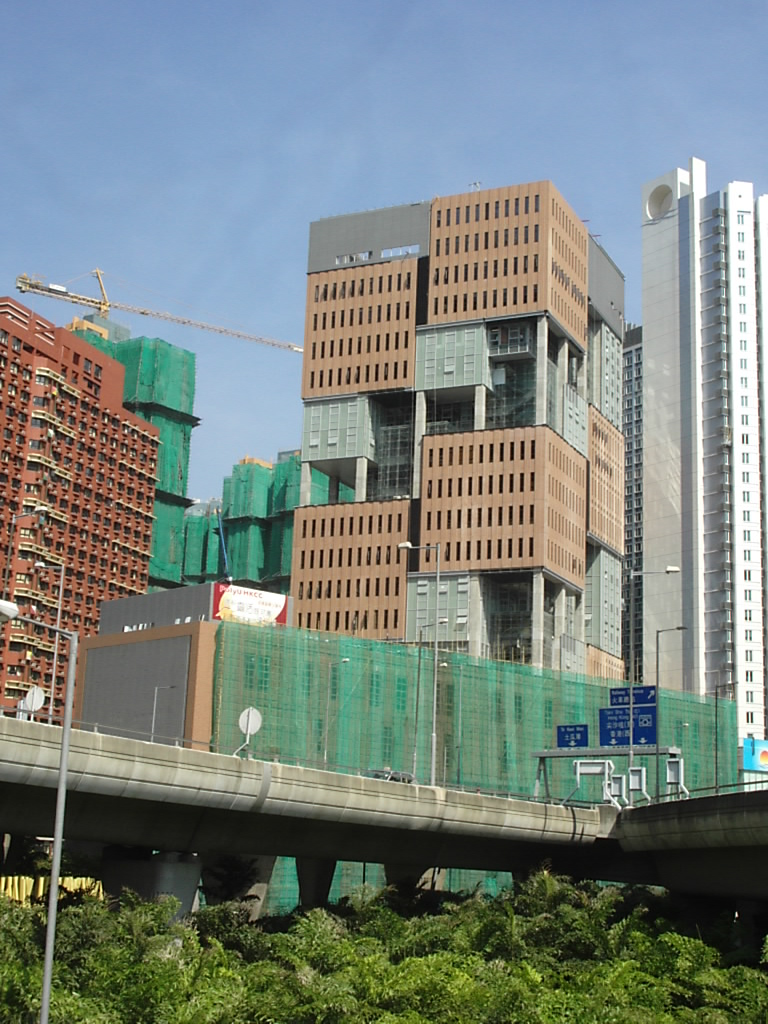
香港理工大學紅磡灣校園
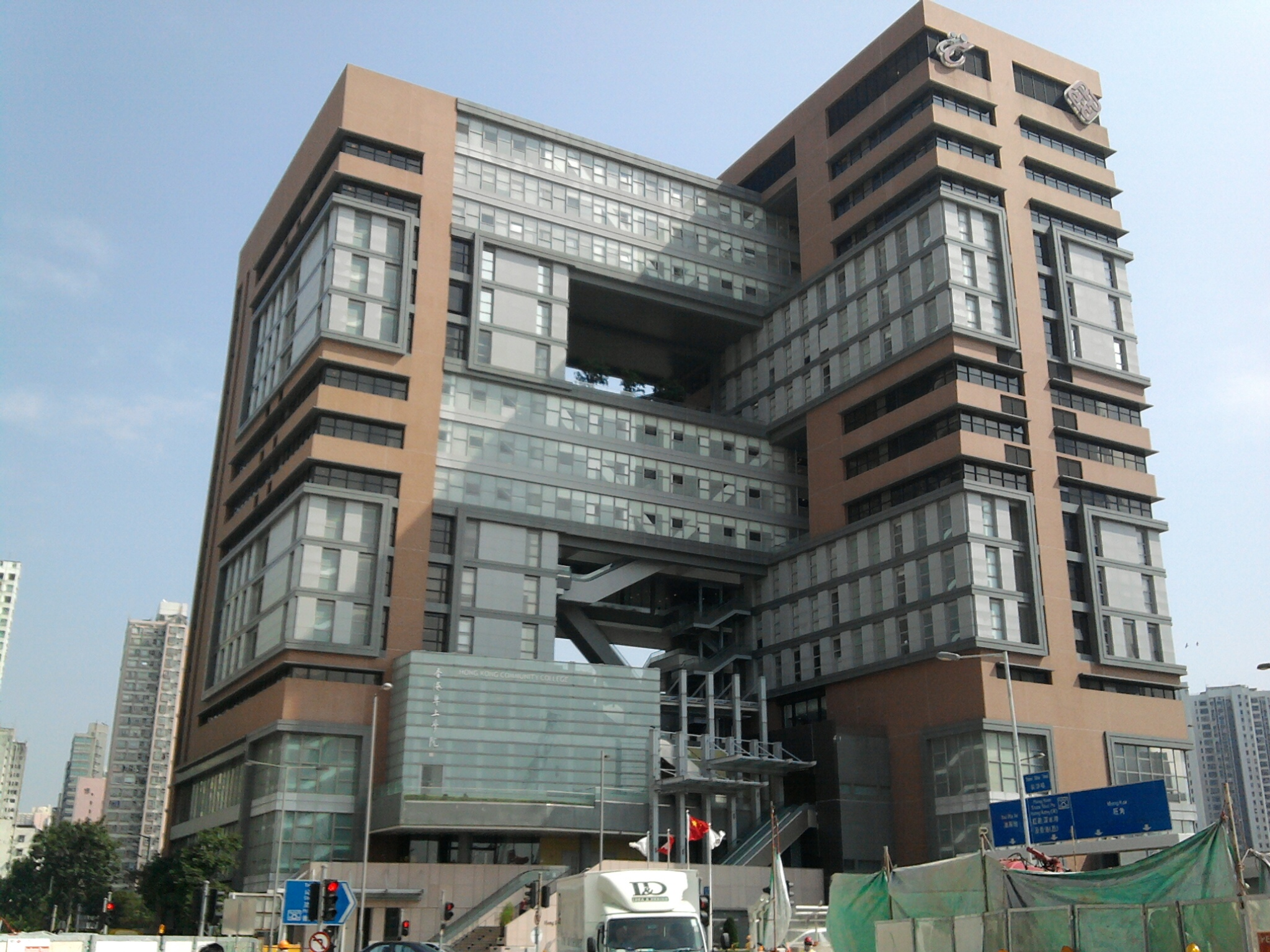
香港理工大學西九龍校園（正門）
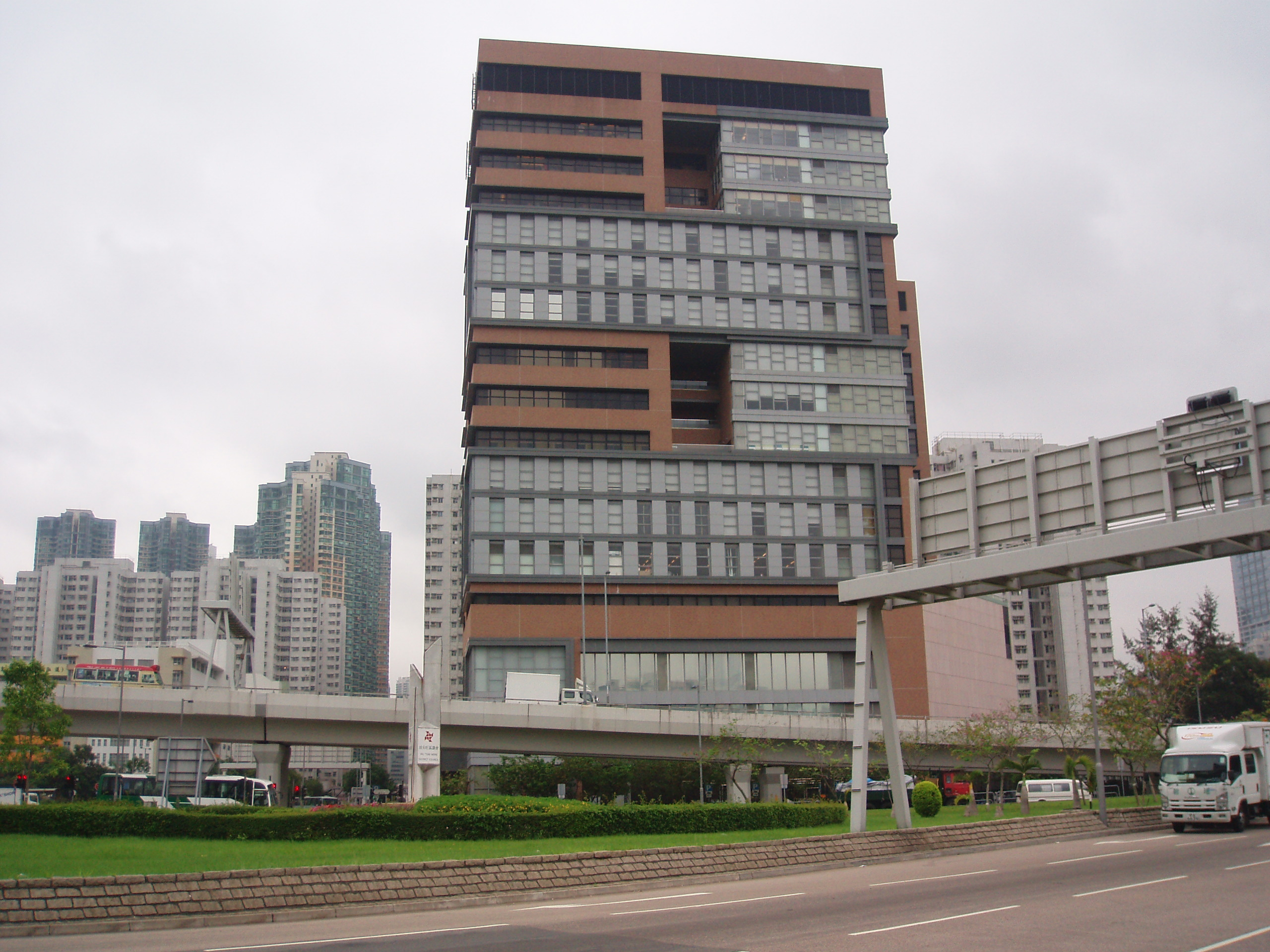
香港理工大學西九龍校園（側面）
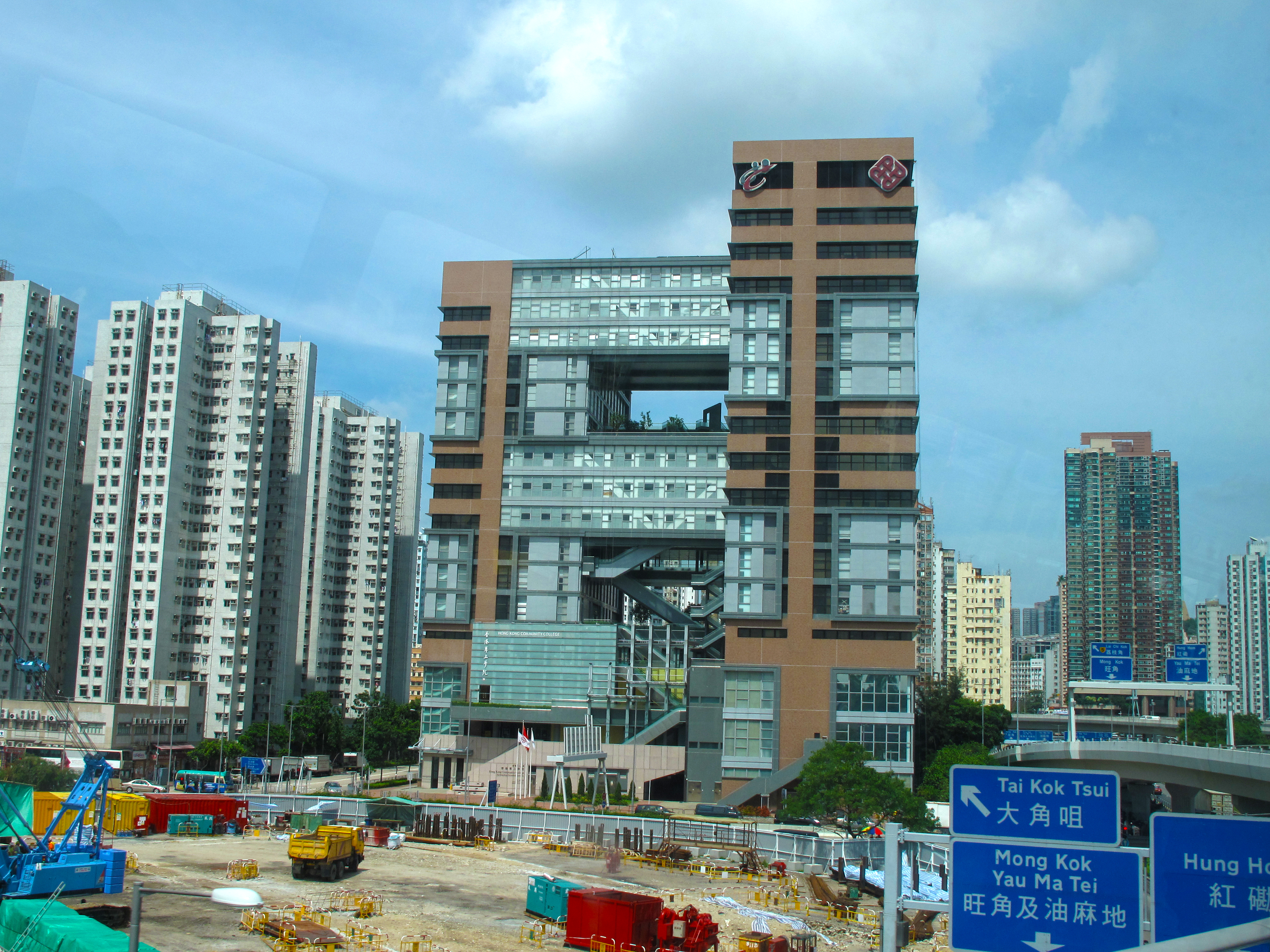
香港理工大學西九龍校園（遠景）
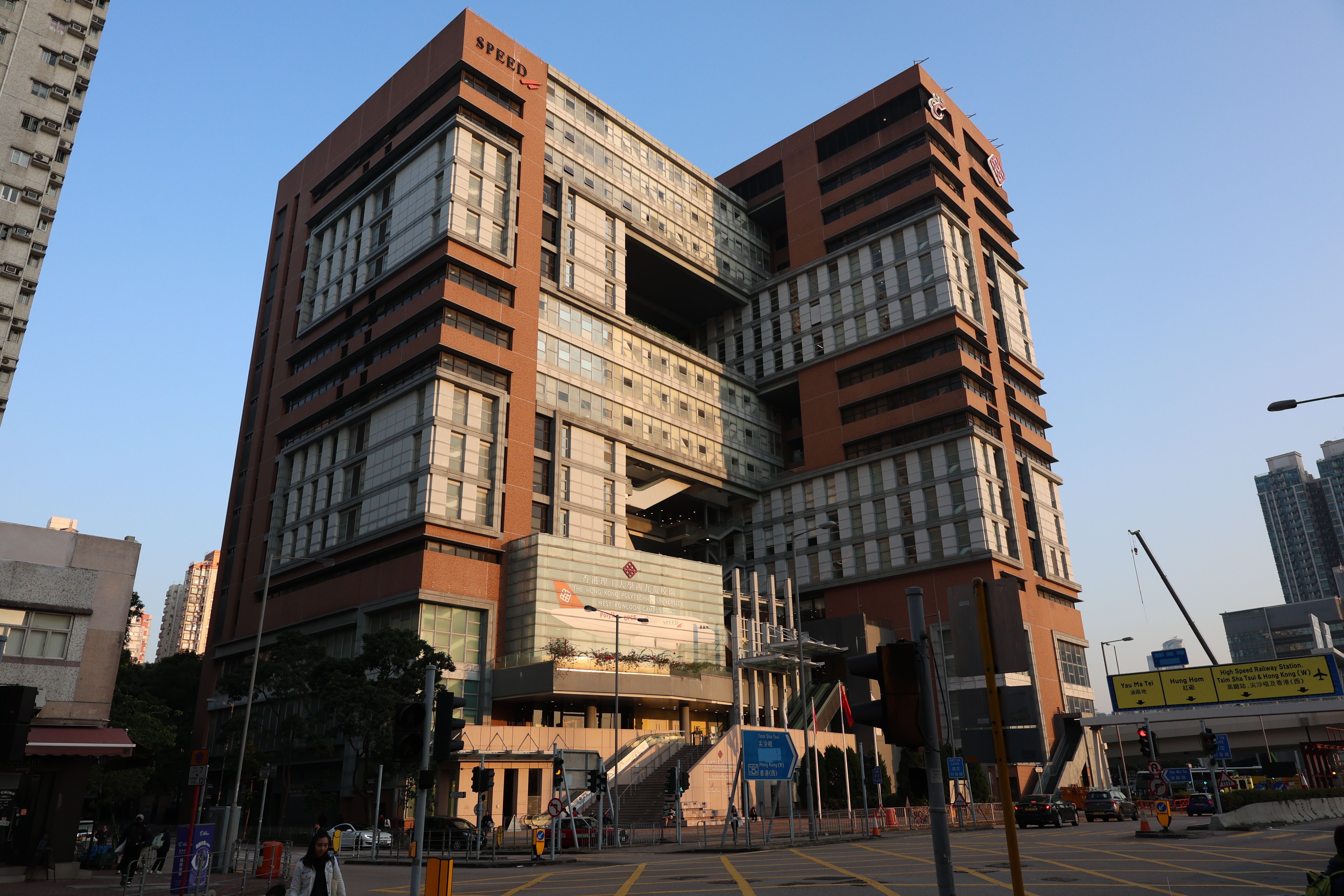
香港理工大學西九龍校園 (2024年12月)

## 歷任院長
1. 譚展雲（2001年－2003年；署任）
2. 梁德榮（2003年－2004年；署任）
3. 梁德榮（2004年－2022年）
4. 陸偉强（2022年 - ）

## 副學士和高級文憑課程範圍

### 副學士
人文及傳意
- 中英語文傳意
- 中國語言及文學
- 專業傳意英語
- 語文及文化
- 語文及數碼傳意
- 公關傳訊
- 翻譯及傳譯
- 文科

科技
- 工程學
- 資訊科技
- 統計及數據科學
- 理科

應用社會科學
- 應用社會科學
- 應用社會科學（心理學）
- 應用社會科學（社會政策及行政）
- 應用社會科學（社會服務輔導）
- 應用社會科學（社會學及文化）

工商業
- 工商業
- 工商業（會計）
- 工商業（商業管理）
- 工商業（金融）
- 工商業（酒店管理）
- 工商業（人力資源管理）
- 工商業（國際商業）
- 工商業（物流及供應鏈管理）
- 工商業（市場學）
- 工商業（旅遊管理）

設計學
- 設計學（廣告設計）
- 設計學（環境及室內設計）
- 設計學（流動影像與互動設計）
- 設計學（視覺傳意）

健康學
- 健康學

測量及建築環境學
- 測量及建築環境學副學士

### 高級文憑
社會工作
- 社會工作

工商業
- 會展與項目管理
- 服務管理

工程（「速」逃）
- 飛機服務工程
- 機械工程
- 電機工程

## 課程類別
- 副學士先修[3]
  - 一年全日制，隨著最後一屆的香港中學會考於2011年放榜後，校方已決定於2011/12學年所舉辦的副學士先修課程乃最後一屆，2012/13學年起不再開辦。
- 副學士[4]
- 高級文憑[5]
  - 現時香港理工大學開設的高級文憑課程將逐步轉移至本校開設。

## 收生情況
根據自資專上教育委員會及傳媒的資料，以下是該校全日制大專課程的實際收生人數。
| 學年    | 副學士學位 | 高級文憑 | 收生總數 |
| ------- | ---------- | -------- | -------- |
| 2012/13 | 4,435      | 269      | 4,704    |
| 2013/14 | 3,573      | 237      | 3,810    |
| 2014/15 | 3,341      | 250      | 3,591    |
| 2015/16 | 3,432      | 281      | 3,713    |
| 2016/17 | 3,830      | 376      | 4,206    |
| 2017/18 | 5,337      | 427      | 5,764    |
| 2018/19 | 4,331      | 314      | 4,645    |
| 2019/20 | 4,661      | 327      | 4,988    |
| 2020/21 | 4,505      | 258      | 4,763    |
| 2021/22 | 4,786      | 218      | 5,004    |

## 設施

### 香港理工大學紅磡灣校園（已被收回）
高、低座結構，注重綠化，通過層遞式的空中花園，創造伸延空間。

### 香港理工大學西九龍校園
雙塔凱旋門式設計，象徵「智慧之門」。高速電梯迅速把同學引領到圖書館和演講廳，鼓勵學習，力爭上游。

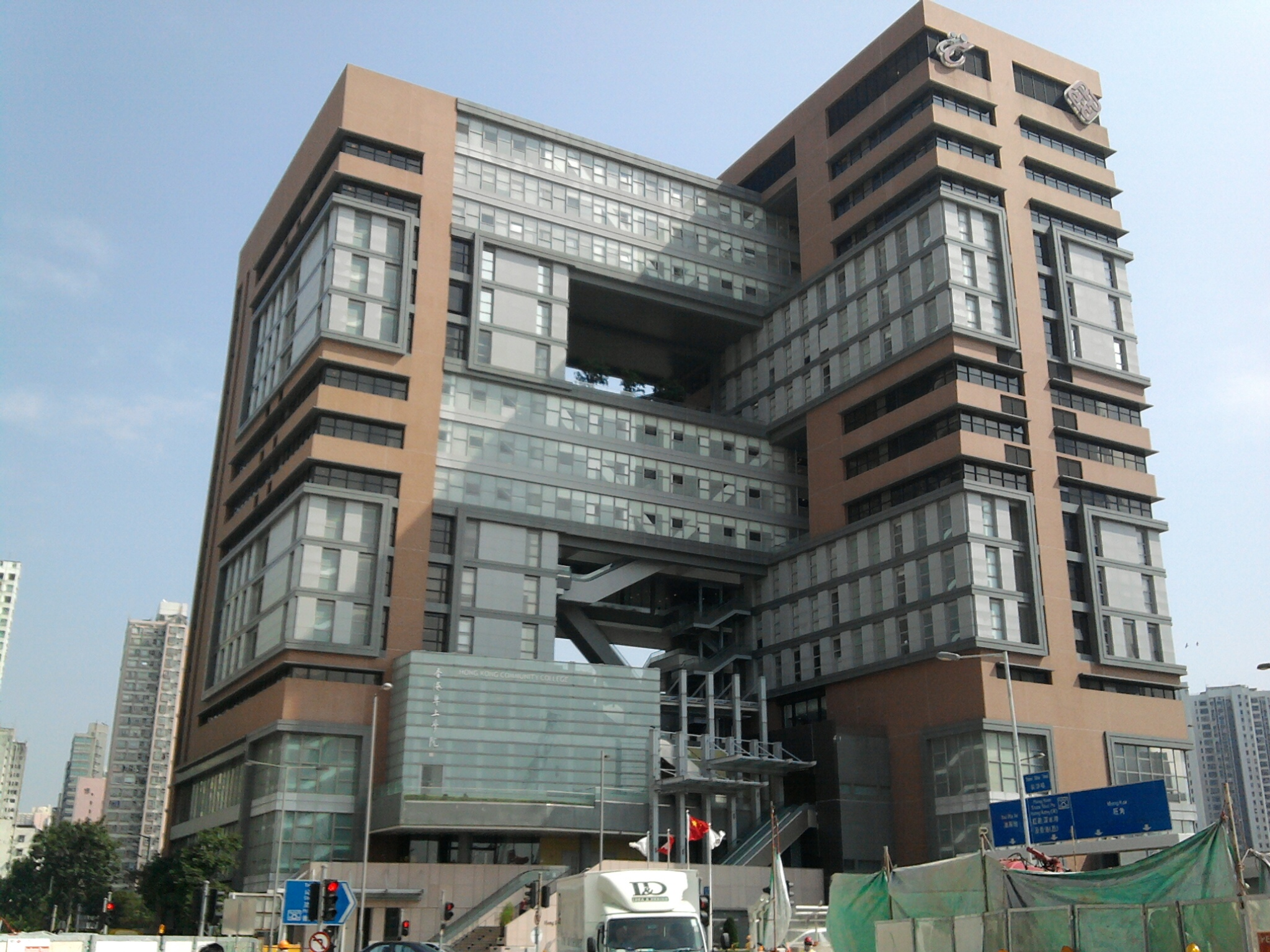
香港理工大學西九龍校園雙塔凱旋門式設計

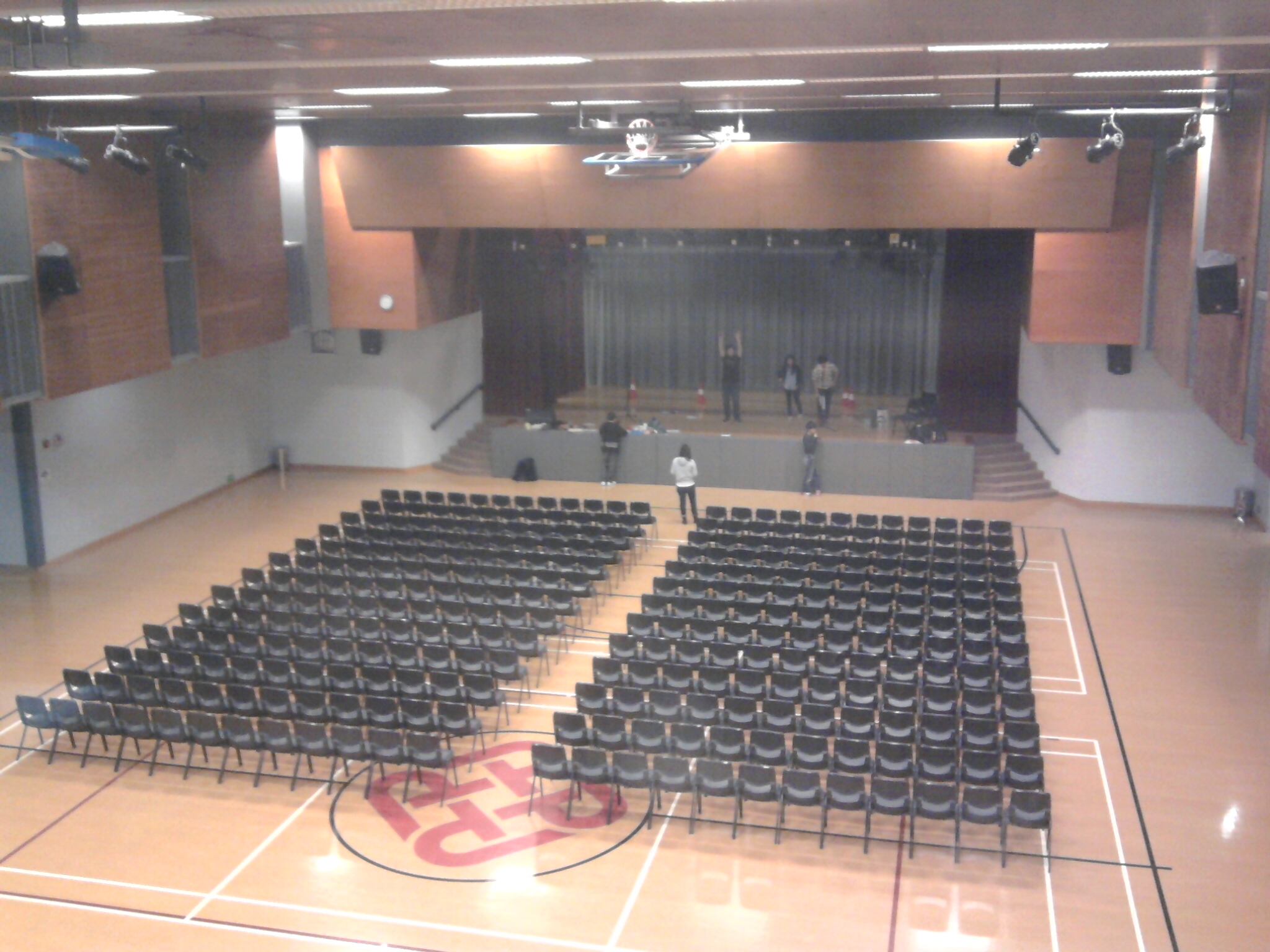
香港理工大學西九龍校園多用途禮堂

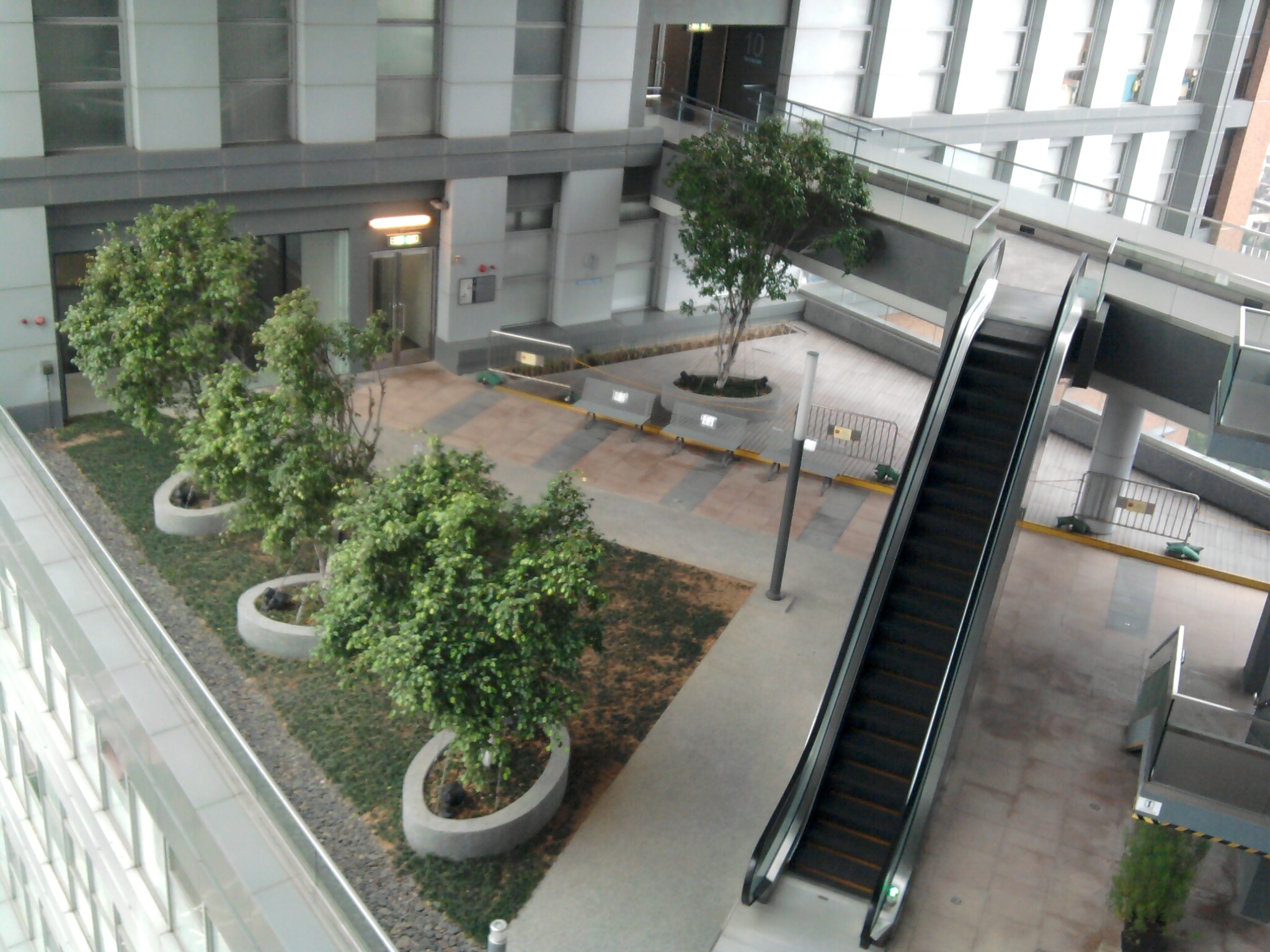
香港理工大學西九龍校園9樓空中花園

## 著名校友和教職員
教職員
- 陳偉強（人文、設計及社會科學學部講師） ：前油尖旺區議員（2008年–2015年）[7]
- 劉小麗（人文、設計及社會科學學部講師，現已離職）：前立法會議員（九龍西選區）（2016年–2017年）

曾就讀學生
- 盧俊文（應用社會科學副學士（社會政策及行政））：香港藝人
- 高海寧（工商業副學士）：香港藝人、2008年度香港小姐旅遊大使
- 鍾蕙芝（設計學副學士（廣告設計））：香港藝人、無綫電視節目《美女廚房》美少女廚神
- 吳業坤（理學副學士（環境科學））：香港藝人、《超級巨聲2》參賽者
- 杜小喬（商業傳意英語副學士）：香港藝人
- 駱胤鳴：香港藝人、《超級巨聲》參賽者
- 趙慧珊（平面設計副學士）[8]：香港歌手
- 陳婉婷（工商業副學士（市場學））：香港藝人
- 陳同佳（工商業副學士）(已退學)：潘曉穎命案疑犯。
- 蘇雅琳 : 香港女子組合 COLLAR 成員
- 蘇芷晴 : 香港女子組合 COLLAR 前成員
- 林熙彤：香港模特兒（hazel）
- 呂靜文

## 相片集

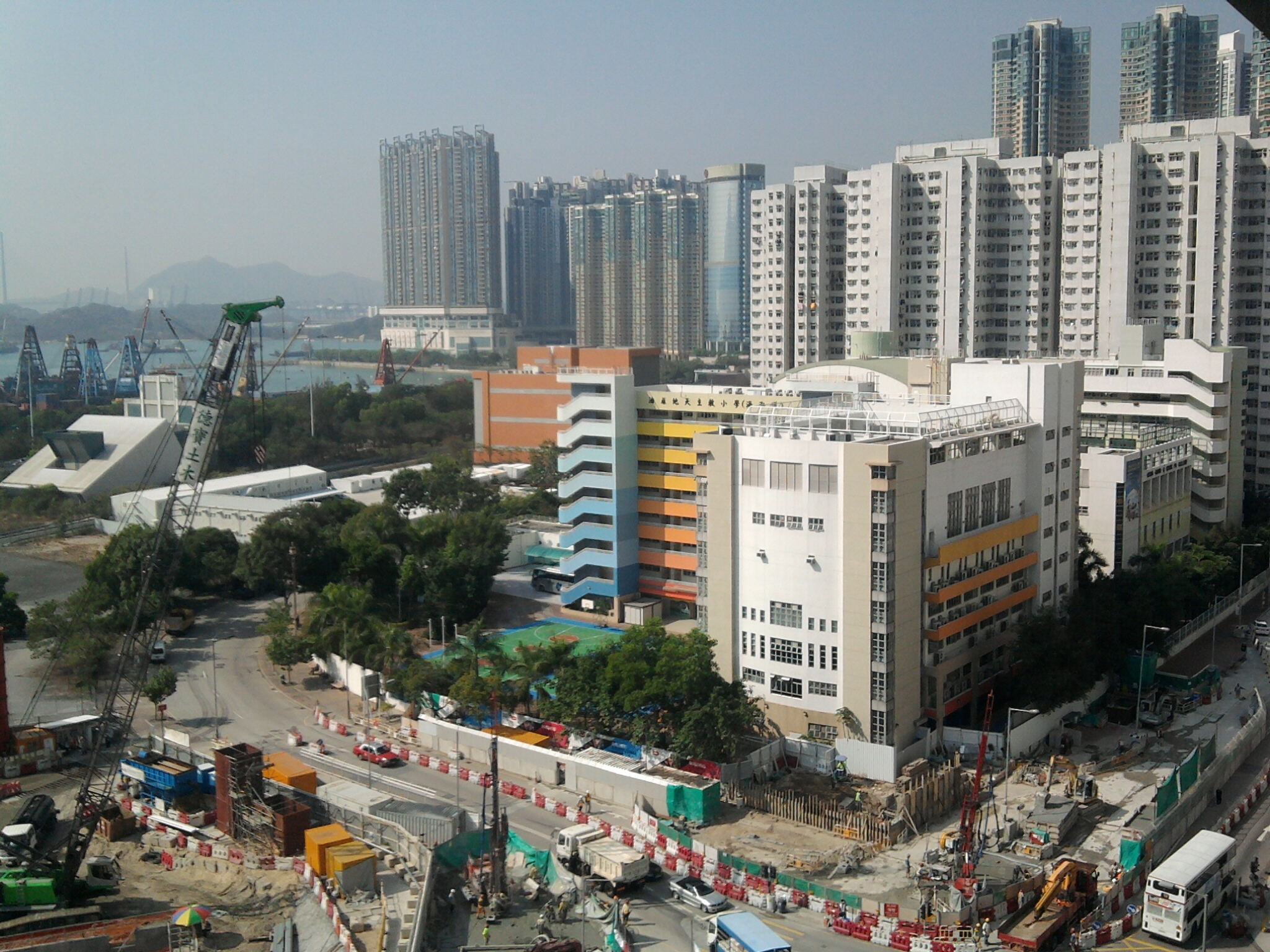
香港理工大學西九龍校園遠眺大角咀
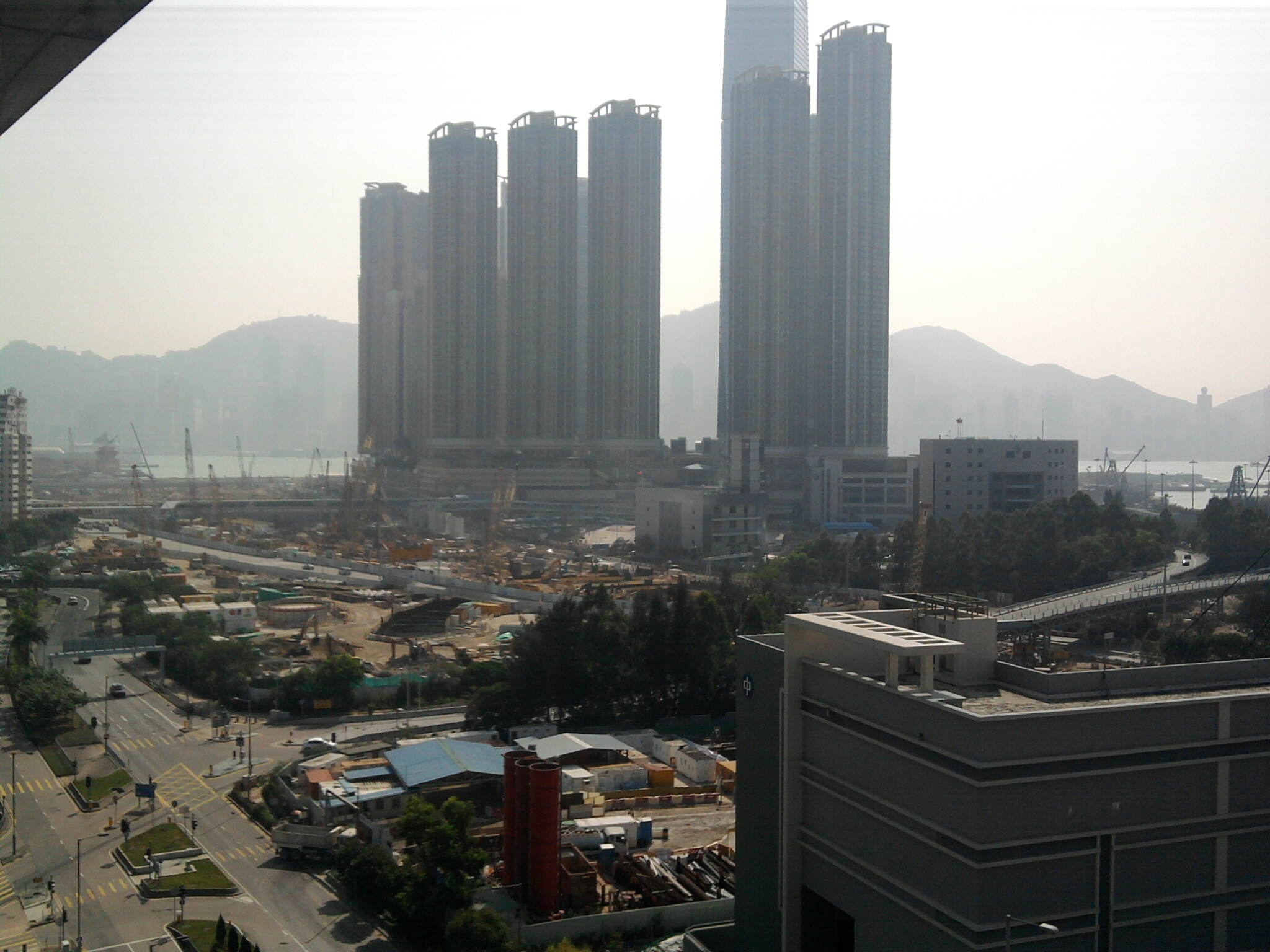
香港理工大學西九龍校園遠眺九龍站及維多利亞港
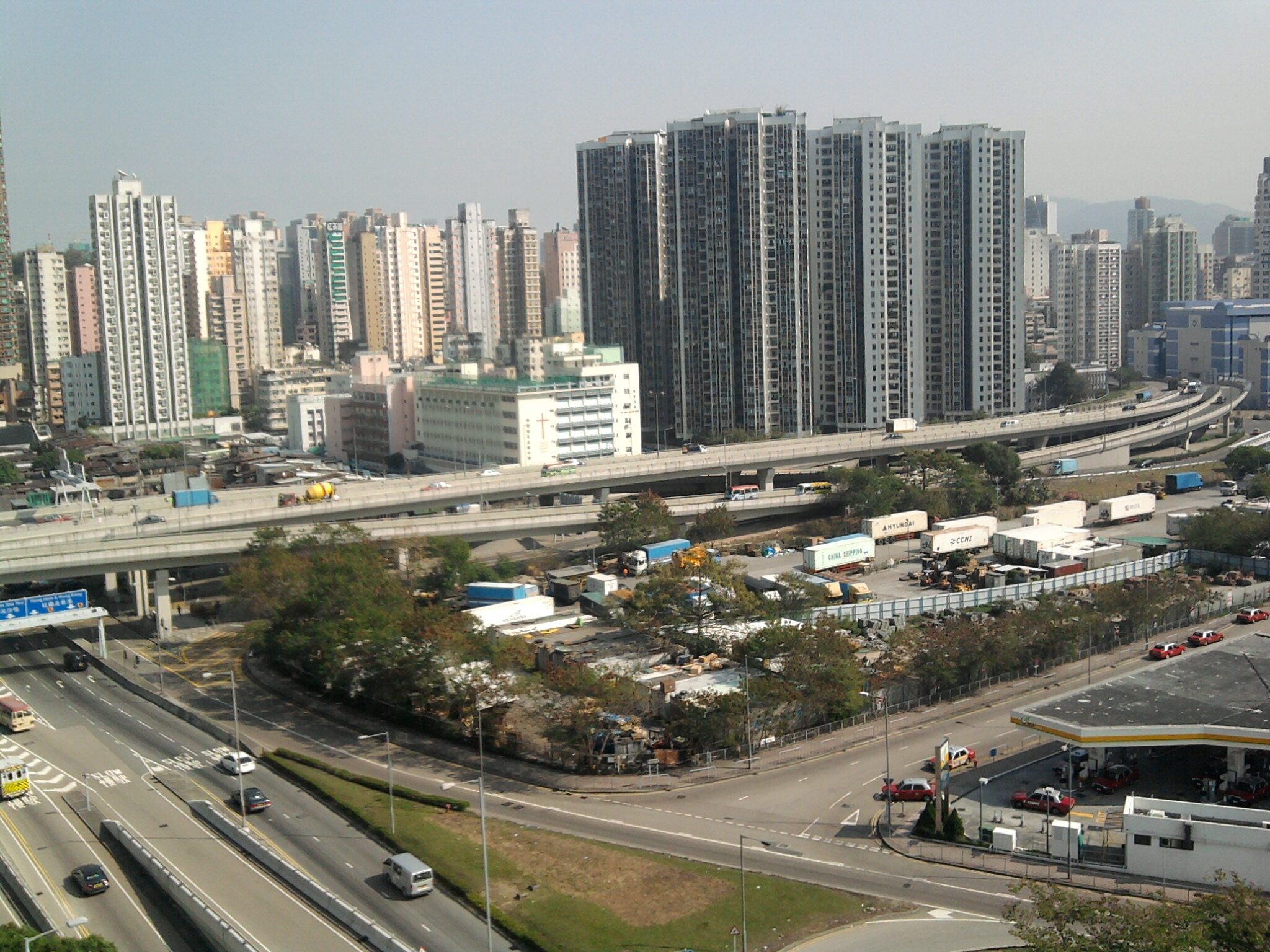
香港理工大學西九龍校園遠眺油麻地
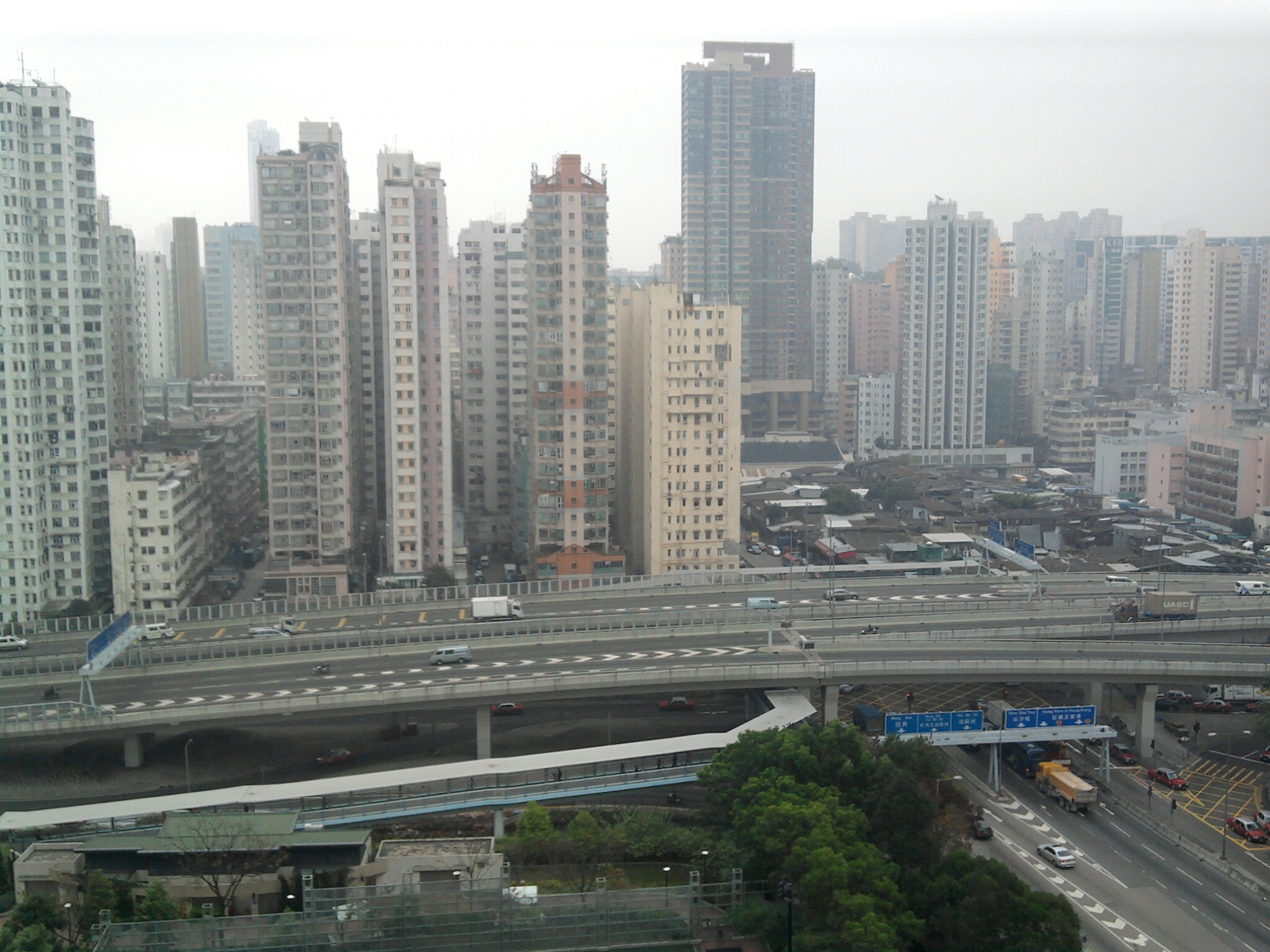
香港理工大學西九龍校園遠眺油麻地
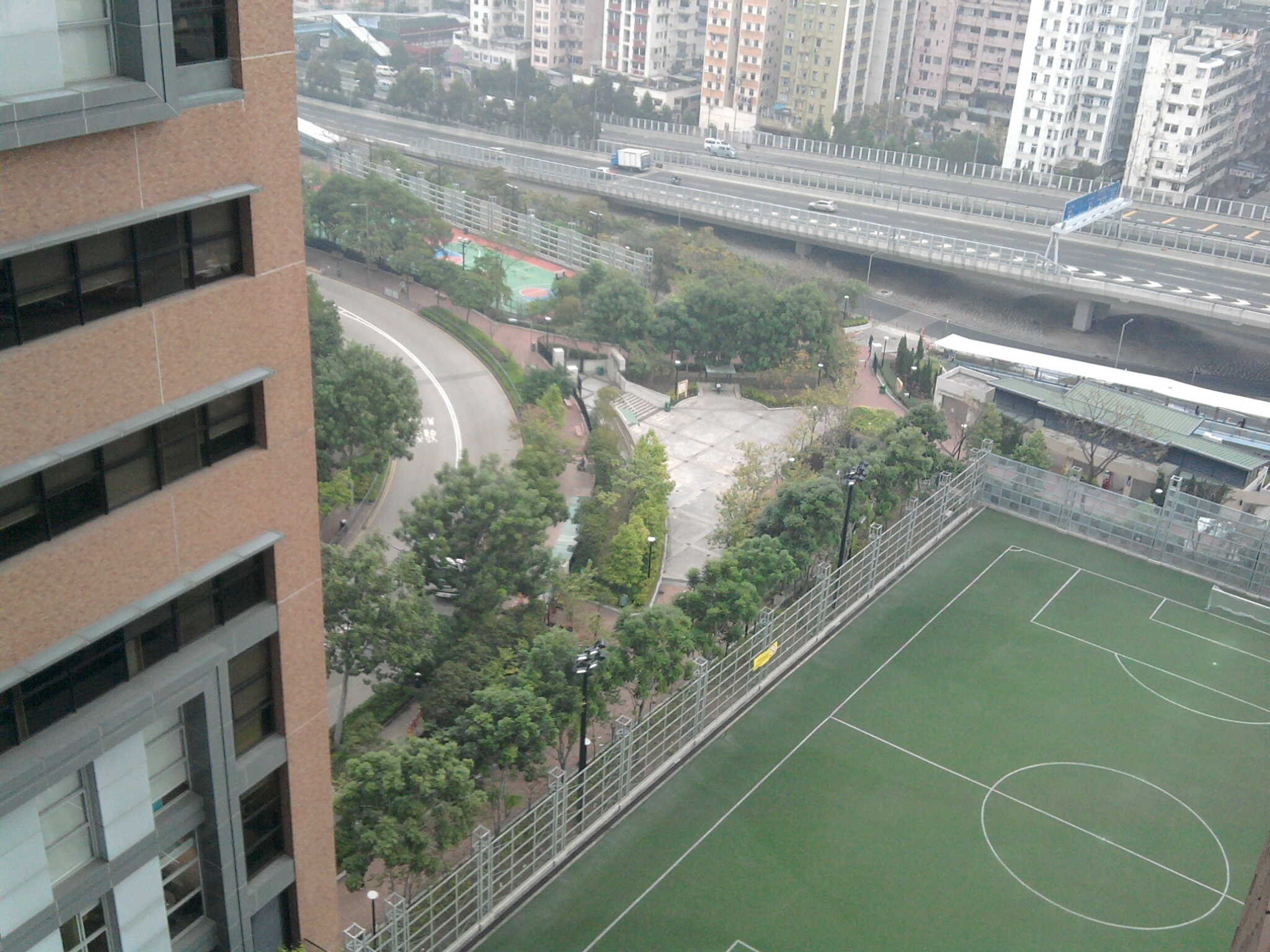
香港理工大學西九龍校園遠眺櫻桃街公園

## 外部連結
- 官方网站